# Timia pulchra
Timia pulchra är en tvåvingeart som beskrevs av Roder 1889. Timia pulchra ingår i släktet Timia och familjen fläckflugor.
Artens utbredningsområde är Iran. Inga underarter finns listade i Catalogue of Life.